# Torture
Torture dvanaesti je studijski album američkog death metal-sastava Cannibal Corpse. Album je 12. ožujka 2012. godine objavila diskografska kuća Metal Blade Records.

## Popis pjesama
1. "Demented Aggression" - 3:14
2. "Sarcophagic Frenzy" - 3:42
3. "Scourge of Iron" - 4:44
4. "Encased in Concrete" - 3:13
5. "As Deep as the Knife Will Go" - 3:25
6. "Intestinal Crank" - 3:54
7. "Followed Home Then Killed" - 3:36
8. "The Strangulation Chair" - 4:09
9. "Caged...Contorted" - 3:53
10. "Crucifier Avenged" - 3:46
11. "Rabid" - 3:04
12. "Torn Through" - 3:11

## Zasluge
Cannibal Corpse
- Alex Webster - bas-gitara, tekstovi (pjesme 3., 6., 8., 10., 11.), glazba (pjesme 3., 6., 8., 10., 11.)
- Paul Mazurkiewicz - bubnjevi, tekstovi (pjesme 1., 4., 5., 7., 12.)
- Rob Barrett - gitara, tekstovi (pjesme 2., 9.), glazba (pjesme 2., 4., 9.)
- George "Corpsegrinder" Fisher - vokali
- Pat O'Brien - gitara, glazba (pjesme 1., 5., 7., 12.)

Ostalo osoblje
- Vincent Locke - omot albuma
- Erik Rutan - produkcija, miks, inženjer zvuka
- Alan Douches - mastering
- Alex Morgan - fotografije
- Brian Elliott - dodatni inženjer zvuka
- Charles Godfrey - pomoćni inženjer zvuka
- Rob Caldwell - dodatni inženjer zvuka
- Jerry Ordonez - pomoćni inženjer zvuka
- Adrian Lozano - pomoćni inženjer zvuka
- Brian Ames - grafički dizajn